# Rosaline von Villeneuve

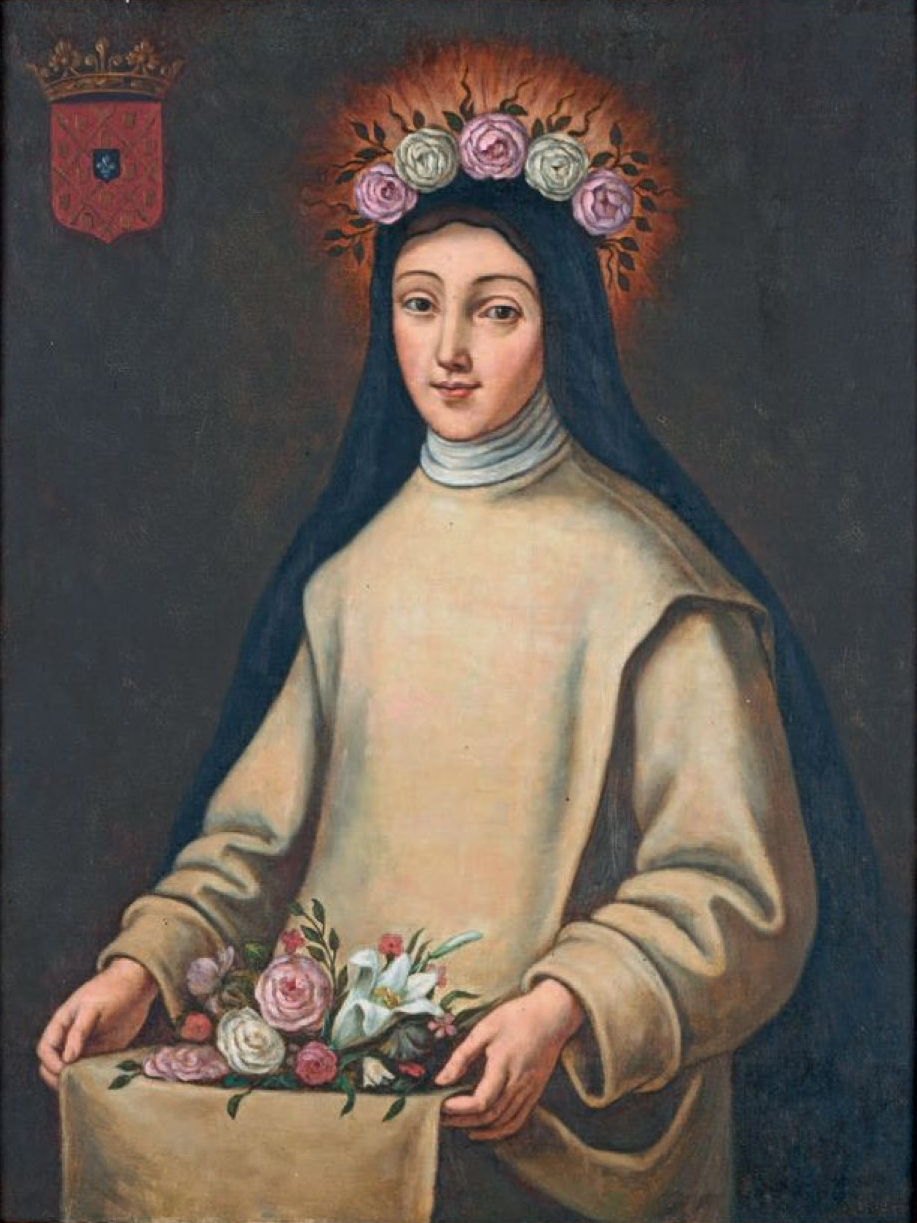
Heilige Rosaline von Villeneuve OCart

Rosaline von Villeneuve (auch in der Schreibweise Roseline, Rosalina, Roselyne oder Rossolina) (* 1263; † 17. Januar 1329) war eine französische Kartäuserin. Sie wird in der römisch-katholischen Kirche als Heilige verehrt.

## Leben
Rosaline war die älteste Tochter von Graf Arnaud de Villeneuve und Sybille (de Burgolle) de Sabran. Ihr Bruder war der Großmeister des Johanniterordens, Hélion de Villeneuve. Geboren wurde sie auf Château d’Arcs. Der Überlieferung zufolge hatte ihr Vater ihr verboten, den Armen, die vor dem Schloss bettelten, Nahrungsmittel zu schenken. Als sie in ihre Schürze Brot gesammelt hatte und sich im Dunkeln hinausschleichen wollte, wurde sie von ihrem Vater ertappt. Auf seine Frage, was sie da trage, gab sie an, es seien Rosen, die sie gerade gepflückt habe. Als sie die Schürze öffnete, befanden sich darin Rosen statt Brot. Ihr Vater ordnete sogleich an, dass jeder Arme an der Tür zu essen erhalten solle.

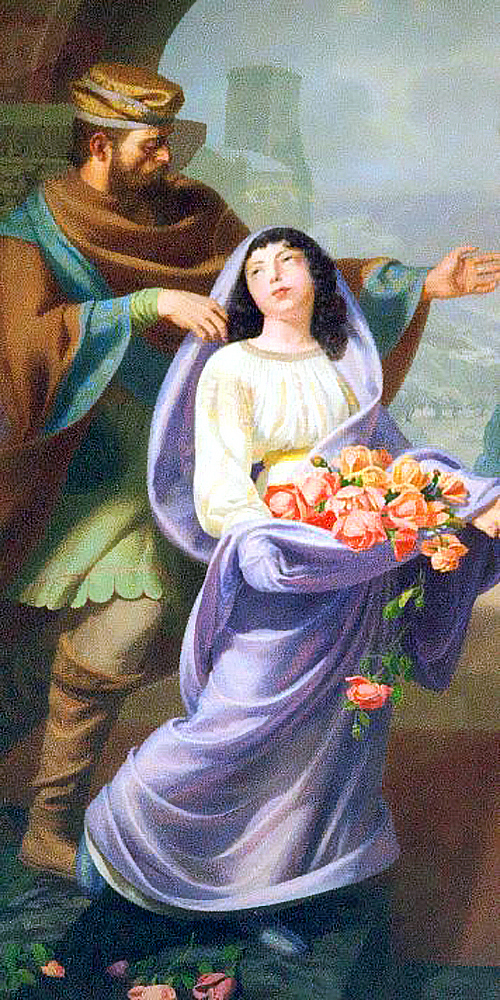
Roseline von Villeneuve als Kind mit ihrem Vater Arnaud, Altarbild in der ihr geweihten Kirche von Roquefort-la-Bédoul

Rosalines Tante Jeanne de Villeneuve war Priorin der Kartause Celle-Roubaud in Les Arcs. Roseline wollte wie ihre Tante Kartäuserin werden. Um 1278 trat sie als Novizin in die Kartause Saint-André-de-Ramières in der Provence ein und auch ihre Mutter schloss sich zur selben Zeit den Kartäuserinnen an. 1280 legte Rosaline im Kloster Bertaud (zwischen den Flüsschen Drac und Durance) als Sechzehnjährige die Profess ab.
Um 1285 wurde Rosaline nach Celle-Roubaud zurückentsandt und ihrer Tante administrativ zur Seite gestellt. Nach deren Tod um 1300 wurde sie Priorin von Celle-Roubaud. Der mit ihr befreundete Bischof von Fréjus wurde 1316 Papst Johannes XXII. Ihr Bruder Hélion, der den Kartäuserinnen eine Klosterkirche gestiftet hatte, geriet zur Zeit der Kreuzzüge in Gefangenschaft, konnte jedoch entkommen und gelangte sicher übers Meer nach Hause. Er berichtete, er habe eine Vision seiner Schwester gehabt, die ihm in einer Wolke aus Rosen erschienen sei.

## Verehrung
Kurz nach ihrem Tode sollen Wunder geschehen sein. Als fünf Jahre später, am 11. Juni 1334, das Grab Rosalines geöffnet wurde, fand man den Körper und auch die Augen unversehrt vor. 1851 sprach Papst Pius IX. Rosaline von Villeneuve heilig.
Der Gedenktag der heiligen Rosaline wird am 17. Januar begangen, im Orden der Kartäuser am 16. Oktober. Für den 11. Juni sehen die Acta Sanctorum noch das Fest der Reliquientranslation vor, das seit 1334 begangen wird. In der Ikonographie wird die heilige Rosaline meist im Habit der Kartäuserinnen dargestellt, mit Rosenblüten im geschürzten Skapulier, oft auch noch mit einem Kranz Rosen auf dem Haupt. Gelegentlich hält sie auch ein Reliquiar, das ihre Augen enthält. Reliquien der Heiligen befinden sich in Les Arcs-sur-Argens und in Parkminster. Die Kartause Sainte Roseline in Les Arcs ist mittlerweile ihrem Patrozinium geweiht.